# Пулемёт Леонардо да Винчи
Пулемёт Леонардо да Винчи — это одно из изобретений Леонардо да Винчи. Первый «пулемёт», который способен был осуществлять несколько выстрелов без перезарядки.

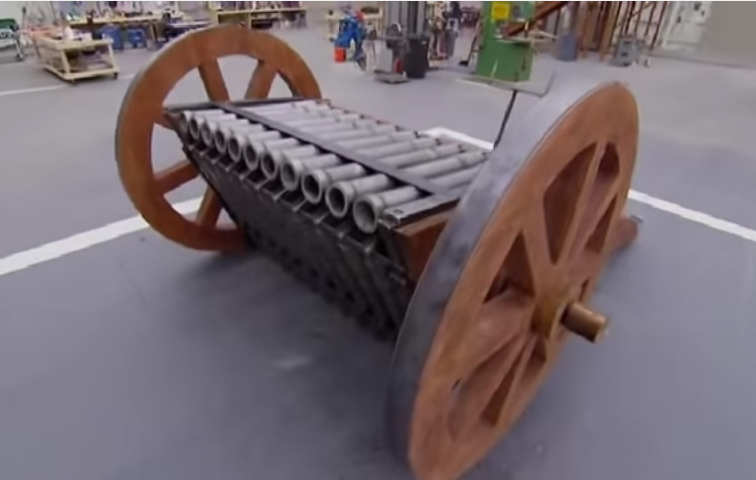
Пулемёт Леонардо да Винчи

## Конструкция
Точное время создания «пулемёта» неизвестно. Но существует информация о том, что это оружие было изобретено под покровительством одного из патронов да Винчи, преследовавших свои военно-политические цели.
По видению Леонардо, одной из проблем при стрельбе из огнестрельного оружия было то, что перезаряжание стволов занимало очень много времени. Чтобы разрешить эту проблему, Леонардо придумал многоствольное орудие, которое бы стреляло и перезаряжалось почти одновременно.
Эта идея стала основой создания «33-ствольного органа» — орудия, состоявшего из трех рядов по 11 малокалиберных пушек, ряды соединялись в виде треугольной вращающейся платформы, к которой в свою очередь прикреплялись большие колёса.

Один ряд пушек заряжался и из него производился выстрел. Затем можно было перевернуть платформу и поставить следующий ряд. Идея да Винчи состояла в том, что во время прицеливания и выстрела из одного ряда пушек, другой бы охлаждался, а третий — перезаряжался. В результате такая машина давала возможность вести непрерывную стрельбу.

3D-модель пулемёта Леонардо да Винчи

## Воссоздание чертежей
В 2009 году Discovery Channel запустил проект Doing DaVinci , в котором группа из шести экспериментаторов воплотила идеи Леонардо в жизнь. Одним из эпизодов проекта была сборка «пулемёта» Да Винчи. Машина, которую инженеры строили несколько дней, выдержала испытание. При выстреле из всех одиннадцати пушек одного ряда «пулемёта» Леонардо, результирующая масса которого составила около 2 тонн, отдача получилась около 0,5 метра.